# Daniele Luppi
Daniele Luppi (Padova, 1972) è un musicista, compositore, arrangiatore e produttore discografico italiano.

## Biografia
Daniele Luppi è nato a Padova, da madre romana e padre milanese. Dopo essersi diplomato al conservatorio, si è trasferito a Roma. È appassionato di musica jazz e colonne sonore del cinema italiano degli anni sessanta e settanta, in particolare delle musiche di Ennio Morricone, Alessandro Alessandroni, Nino Rota, Armando Trovajoli, Gianni Marchetti, Piero Piccioni, Nico Fidenco, Franco Micalizzi, Piero Umiliani e Guido e Maurizio De Angelis.
Alla fine degli anni novanta, Luppi si è trasferito negli Stati Uniti, a Los Angeles, dove ha avuto inizio la sua carriera artistica professionale. A partire dal 1999 si è dedicato alla composizione e realizzazione di colonne sonore di film indipendenti di Hollywood, tra cui The Woman Chaser (1999), Red Silk (1999) e Showboy (2002). Successivamente ha lavorato anche per film internazionali come Sotto il sole della Toscana (2003), Inside Gola profonda (2005), The Nines (2007), Hell Ride (2008) e Nine (2009), oltre che per un episodio della serie televisiva Sex and the City e per il film italiano La cura del gorilla (2006). Dal 2012 al 2013 ha realizzato le musiche per la serie televisiva Magic City in onda su Starz. Nel 2014 ha composto la musica per la sigla della prima stagione della serie televisiva Marco Polo.
Nel 2004 ha pubblicato, sotto l'etichetta Rhino, il suo primo album da solista dal titolo An Italian Story, che è stato fortemente apprezzato dalla critica. In seguito ha conosciuto il produttore Brian Joseph Burton, in arte Danger Mouse, con il quale ha stretto un rapporto di amicizia e collaborazione musicale. In questo periodo, inoltre, ha lavorato come arrangiatore per i dischi Get Lifted (2004) e Once Again (2006) di John Legend.
Nel 2010 ha pubblicato sotto l'etichetta Ipecac il suo secondo album, Malos hábitos, colonna sonora dell'omonimo film del 2007, diretto da Simón Bross e presentato al Festival di Cannes. Nello stesso anno ha collaborato come arrangiatore e produttore all'album Mondo cane di Mike Patton.
Dopo la collaborazione come arrangiatore agli album St. Elsewhere (2006) e The Odd Couple (2008) del duo Gnarls Barkley, formato da Danger Mouse e dal rapper Cee Lo Green, nel 2011 Luppi ha collaborato nuovamente con Danger Mouse alla realizzazione dell'album Rome, registrato nella capitale italiana dopo una lavorazione durata oltre cinque anni. Il disco, accolto positivamente dalla critica, vede anche la partecipazione di Jack White e Norah Jones.
Nel 2016 ha collaborato con i Red Hot Chili Peppers nel loro album The Getaway. Nel 2017 è uscito Milano, album nato dalla collaborazione tra Luppi e il gruppo rock statunitense dei Parquet Courts.

## Discografia

### Come compositore
- 2004 - An Italian Story (Rhino)
- 2010 - Malos hábitos (Ipecac)
- 2011 - Rome (Parlophone, Capitol), con Danger Mouse
- 2017 - Milano (30th Century Records), con i Parquet Courts
- 2022 - Charm of Pleasure (Verve), con Greg Gonzalez

### Come arrangiatore
- 2004 - Get Lifted di John Legend
- 2006 - Once Again di John Legend
- 2006 - St. Elsewhere dei Gnarls Barkley
- 2008 - The Odd Couple dei Gnarls Barkley
- 2009 - Last Laugh dei Joker's Daughter
- 2010 - Broken Bells dei Broken Bells
- 2010 - Dark Night of the Soul di Danger Mouse e gli Sparklehorse
- 2010 - Mondo cane di Mike Patton

### Come produttore
Oltre ai propri album da musicista, ha prodotto:
- 2006 - Fatalist and Friends dei Robbers on High Street
- 2007 - Grand Animals dei Robbers on High Street
- 2010 - Mondo cane di Mike Patton

## Filmografia

### Compositore
- The Woman Chaser, regia di Robinson Devor (1999)
- Big Apple, regia di Danny Lerner (2002)
- Showboy, regia di Lindy Heymann e Christian Taylor (2002)
- Sex and the City – serie TV, episodio 5x05 (2002)
- Puños rosas, regia di Beto Gómez (2004)
- La cura del gorilla, regia di Carlo Sigon (2006)
- One Night with You, regia di Joe D'Augustine (2006)
- Malos hábitos, regia di Simón Bross (2007)
- The Assassination - Al centro del complotto (Assassination of a High School President), regia di Brett Simon (2008)
- Hell Ride, regia di Larry Bishop (2008)
- Magic City – serie TV, 16 episodi (2012-2013)
- Feriado, regia di Diego Araujo (2014)
- Marco Polo – serie TV, 10 episodi (2014) – sigla
- Mona Lisa and the Blood Moon, regia di Ana Lily Amirpour (2021)

### Colonna sonora
- Red Silk, regia di Jesús Franco (1999) – direct-to-video
- Everything Put Together (Tutto sommato) (Everything Put Together), regia di Marc Forster (2000)
- Showboy, regia di Lindy Heymann e Christian Taylor (2002)
- Sotto il sole della Toscana (Under the Tuscan Sun), regia di Audrey Wells (2003)
- Inside Gola profonda (Inside Deep Throat), regia di Fenton Bailey e Randy Barbato (2005)
- The Nines, regia di John August (2007)
- Nine, regia di Rob Marshall (2009)
- Big Mama - Tale padre, tale figlio (Big Mommas: Like Father, Like Son), regia di John Whitesell (2011)
- Breaking Bad – serie TV, episodio 4x13 (2011)
- Cinquanta sbavature di nero (Fifty Shades of Black), regia di Michael Tiddes (2016)
- Mother's Day, regia di Garry Marshall (2016)